# Église Saint-Séverin de Saint-Saury
L'église Saint-Séverin est une église située en France sur la commune de Saint-Saury (Cantal), en région Auvergne-Rhône-Alpes.

## Historique
La paroisse est mentionnée dès le IXe siècle. Le sanctuaire, datant de la fin du XIIe siècle, était à l'origine constitué d'une nef unique et d’un chœur. La nef a été reconstruite au XVe siècle après l'effondrement de la voûte. Le XVIe siècle a vu l'ajout de bas-côtés. Le clocher a été reconstruit en 1745 et la voûte lambrissée refaite en 1891.

### Protection
L'église est inscrite au titre des monuments historiques par arrêté du 13 novembre 1980.

## Description
L’église possède un chœur et un avant-chœur romans presque intacts, avec un abside circulaire voûtée en cul-de-four, entourée d’un stylobate. La nef, refaite au XVe siècle, est complétée de bas-côtés ajoutés au XVIe siècle. Le clocher date de 1745 et la voûte a été refaite en 1891.